# Barbara Turner
Barbara Turner, eigentlich Gloria Rose Turner (* 14. Juli 1936 in New York City, New York; † 5. April 2016 in Los Angeles, Kalifornien), war eine US-amerikanische Drehbuchautorin und Schauspielerin.

## Leben
Barbara Turner war von 1957 bis 1964 mit dem Schauspieler Vic Morrow verheiratet, mit dem sie zwei Töchter bekam: die Schauspielerin Jennifer Jason Leigh und die Filmproduzentin Carrie Ann Morrow. In zweiter Ehe war sie von 1968 bis 1985 mit dem Fernsehregisseur Reza Badiyi verheiratet, mit dem sie eine dritte Tochter bekam, die Schauspielerin Mina Badie.
Turner schrieb emotional komplexe Filme, die sich mit problematischen zwischenmenschlichen Beziehungen beschäftigen. Sie spielte auf der Bühne sowie in einigen Filmen und Fernsehproduktionen der 1950er und 1960er mit, bevor sie begann, Drehbücher zu schreiben. 1966 verfilmte Morrow ihr erstes Drehbuch Deathwatch, eine Adaptation des Stückes Liebesgesänge von Jean Genet. Für ihr Drehbuch für den Fernsehfilm The War Between the Tates erhielt sie 1977 eine Emmy-Nominierung.
Barbara Turner arbeitete mehrfach mit ihrer Tochter Jennifer Jason Leigh zusammen: 1995 produzierte sie gemeinsam mit ihr den Film Georgia, für den Turner auch das Drehbuch schrieb. Der Film schildert die konfliktreiche Beziehung zwischen zwei Schwestern (dargestellt von Leigh und Mare Winningham).  2001 half Turner ihrer Tochter bei der Drehbucharbeit für den Film The Anniversary Party, den Leigh auch produzierte und (zusammen mit Alan Cumming) inszenierte.
2000 schrieb Turner das Drehbuch für die Jackson-Pollock-Biografie Pollock. Gemeinsam mit der Schauspielerin Neve Campbell schrieb sie den Film The Company – Das Ensemble (2003), ein Porträt des Joffrey Ballets in Chicago. Regisseur war Turners langjähriger guter Freund Robert Altman.
2012 erschien mit Hemingway & Gellhorn die Verfilmung ihres Drehbuchs über die Liebesgeschichte zwischen Ernest Hemingway und Martha Gellhorn unter der Regie von Philip Kaufman mit Clive Owen und Nicole Kidman in den Hauptrollen.

## Filmografie (Auswahl)
Drehbücher
- 1966: Deathwatch
- 1968: Petulia
- 1973: Liebe in Fesseln (The Affair, Fernsehfilm)
- 1976: The Dark Side of Innocence (Fernsehfilm)
- 1977: The War Between the Tates (Fernsehfilm)
- 1981: Freedom (Fernsehfilm)
- 1983: Sessions (Fernsehfilm, auch überwachende Produzentin)
- 1987: Blinde Sehnsucht (Eye on the Sparrow, Fernsehfilm, auch Produzentin)
- 1994: Der lange Weg aus der Nacht (Out of Darkness, Fernsehfilm)
- 1995: Georgia (auch Produzentin)
- 2000: Pollock
- 2003: The Company – Das Ensemble (The Company)
- 2012: Hemingway & Gellhorn (Fernsehfilm, auch ausführende Produzentin)

Schauspielerin
- 1955: Two-Gun Lady
- 1957: Monster from Green Hell
- 1958: Wink of an Eye
- 1958: Mickey Spillane’s Mike Hammer (Fernsehserie, zwei Folgen)
- 1960: The Lineup (Fernsehserie, eine Folge)
- 1961: Outlaws (Fernsehserie, eine Folge)
- 1961: Jagd auf Eichmann (Operation Eichmann)
- 1964: Stunde der Entscheidung (Fernsehserie, eine Folge)
- 1962, 1965: Ben Casey (Fernsehserie, zwei Folgen)
- 1966: Die Leute von der Shiloh Ranch (The Virginian, Fernsehserie, eine Folge)
- 1969: Das Gold der Madonna (The Desperate Mission, Fernsehfilm)
- 1970: Das Wiegenlied vom Totschlag (Soldier Blue)
- 1974: En busca de un muro